# Ladislav Dvořák (mladočech)
Ladislav Dvořák (2. června 1866 Bechyně – 9. března 1952 San Francisco, Kalifornie, USA) byl rakouský a český právník, pedagog a politik, na počátku 20. století poslanec Českého zemského sněmu a Říšské rady.

## Biografie
Profesně působil jako politik, právník a pedagog. Věnoval se advokacii a vyučoval na Českoslovanské obchodní akademii v Praze národohospodářství a směnečné právo. Publikoval státoprávní a národohospodářskou literaturu a podílel se na redigování hesel do Ottova Sborníku spisů politických.
Počátkem 20. století se zapojil i do zemské politiky. V doplňovacích volbách v únoru 1900 byl zvolen v kurii městské (volební obvod Slaný, Louny, Rakovník, Velvary) do Českého zemského sněmu. Mandát zde obhájil i v řádných volbách v roce 1901. Politicky patřil k mladočeské straně. Byl jednatelem výkonného výboru mladočeské strany a po revizi Badeniho jazykových nařízení na přelomu století vedl pasivní rezistenci českých samosprávných reprezentací proti vládě.
V roce 1902 se stal i poslancem Říšské rady (celostátní zákonodárný sbor), za městskou kurii, obvod Písek, Domažlice, Klatovy atd. Nastoupil 1. května 1902 po doplňovacích volbách místo Viléma Kurze. V květnu 1906 se uvádí jako jeden z 36 členů poslaneckého Klubu českých poslanců (Klub der böhmischen Abgeordneten) na Říšské radě.
Podílel se na ustavení Národní rady české a byl předsedou jejího jazykového odboru. V letech 1919–1923 zastával funkci zpravodaje československého ministerstva obchodu v USA. V roce 1936 oslavil své 70. narozeniny a zvláštní životopisný medailon mu tehdy věnoval deník Národní politika. Po roce 1938 emigroval do USA, v roce 1942 se stal americkým občanem. Zemřel v roce 1952 v kalifornském San Franciscu.